# Parti jatiya (Ershad)
Ne doit pas être confondu avec Parti jatiya (Manju).
Le Parti Jatiya (Ershad) (en bengali, জাতীয় পার্টি (এরশাদ) ; littéralement Parti national (Ershad)) est un parti conservateur du Bangladesh. Son ancien dirigeant était Hussain Mohammad Ershad. C'est le principal parti d'opposition.